# Eiterfeld
Eiterfeld is een marktgemeente in de Duitse deelstaat Hessen, en maakt deel uit van de Landkreis Fulda.
Eiterfeld telt 7.037 inwoners.

## Plaatsen in de gemeente Eiterfeld

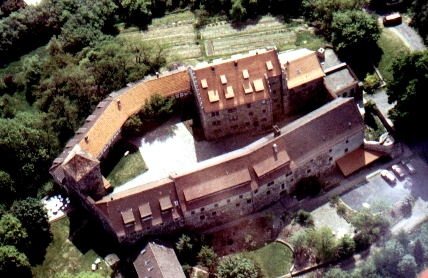
Akademie Burg Fürsteneck

- Arzell
- Betzenrod
- Branders
- Buchenau
- Dittlofrod
- Eiterfeld
- Fürsteneck
- Giesenhain
- Großentaft
- Körnbach
- Leibolz
- Leimbach
- Mengers
- Oberweisenborn
- Reckrod
- Soisdorf
- Treischfeld
- Ufhausen
- Unterufhausen
- Wölf